# HNLMS Jacob van Heemskerck (1939)
Pour les autres navires du même nom, voir HNLMS Jacob van Heemskerck.
Le HNLMS Jacob van Heemskerck est un croiseur léger de  classe Tromp de la Koninklijke Marine, baptisé d'après le nom de l'amiral Jacob van Heemskerk (1567–1607). À l'origine destiné à devenir conducteur de flottille et croiseur-torpilleur selon les plans de Decker formulés en 1931, il est lancé en urgence le 10 mai 1940 durant la bataille des Pays-Bas. Ne disposant pas encore d'armement, il est envoyé au Royaume-Uni. Là, il est réarmé et devient un croiseur de défense, ce type d'armement étant le seul disponible et le besoin de ce genre de navires pour protéger les convois se faisant sentir. Durant la guerre, l'équipage du croiseur ayant la sensation que ce dernier est béni lui donnent le surnom de Oude Jacob (Vieux Jacob). Sa réputation veut alors qu'aucun convoi placé sous sa protection ne puisse être perdu.

## États de service

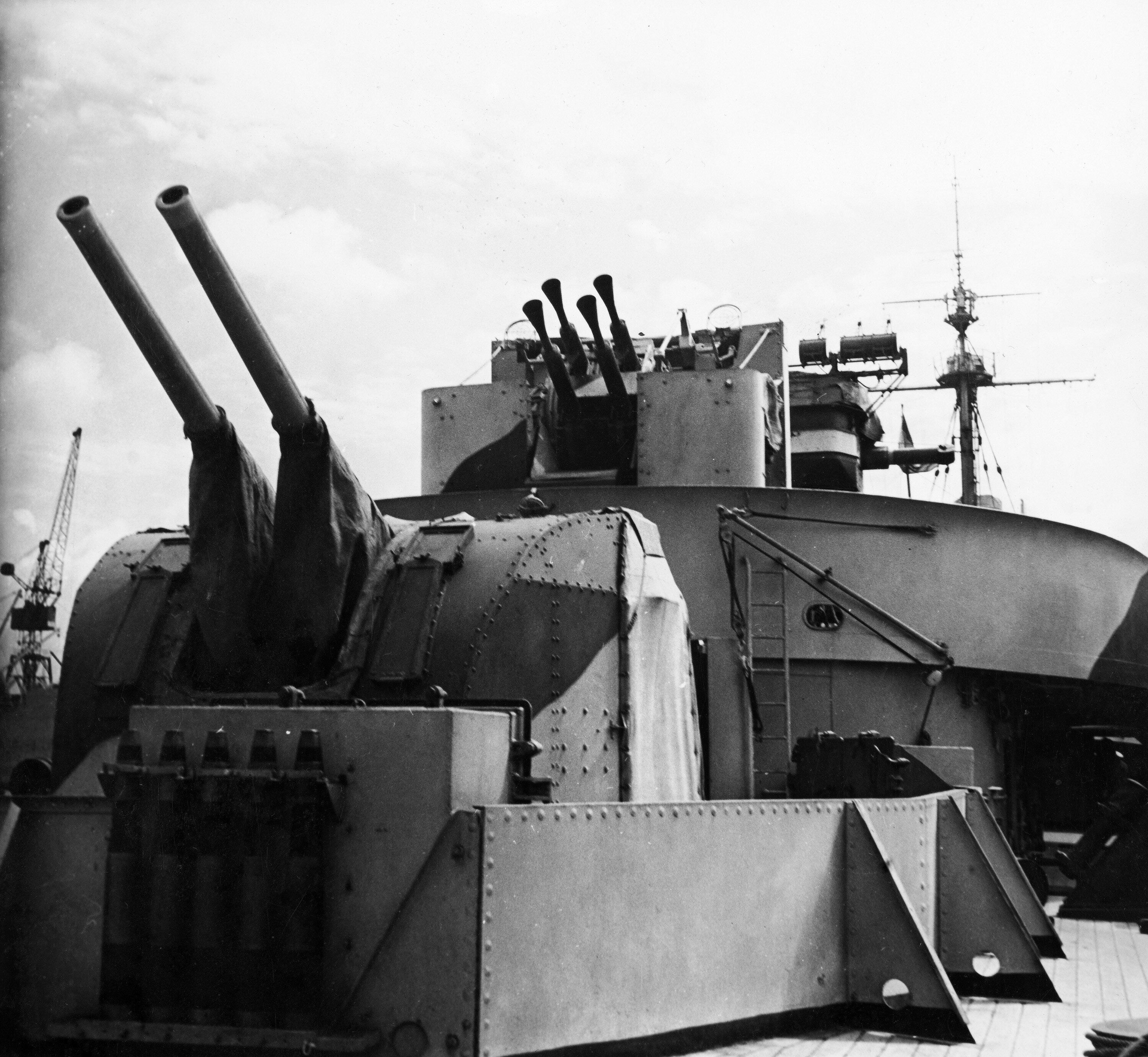
Détail de la batterie du HNLMS Jacob Van Heemskerck, Liverpool, 1944

Il est prévu que le navire soit lancé le jour même où les allemands envahissent les Pays-Bas. Afin d'éviter qu'il soit capturé par l'ennemi, le commandement néerlandais décide de le mettre précipitamment en service. Il arrive en Grande-Bretagne avec un équipage réduit au minimum. Une fois arrivé à Portsmouth, des essais sont effectués pour le doter d'un armement. Il reçoit les grenades anti-sous-marine des vieux torpilleurs G13 et G15. Le 18 mai 1940, la reine Wilhelmine se rend en visite à son bord. À la fin de ce mois, le Heemskerkand ainsi que le croiseur HNLMS Sumatra reçoivent pour mission de transporter la princesse Juliana ainsi que ses deux enfants (dont la future reine Beatrix des Pays-Bas). Les navires prennent la mer le 2 juin et arrivent le 11 juin à Halifax.
À la suite de cette mission, le Heemskerck retourne seul en Angleterre, arrivant en juillet à Portmouth. Là, un programme de réarmement commence. L'Amirauté britannique décide de le transformer en navire de lutte anti-aérienne. Les travaux sont achevés le 17 février 1941 et, après des essais qui durent jusqu’au 29 février, le bateau est affecté à l’escorte de convois dans l’océan Atlantique.
En janvier 1942, il est envoyé en renfort dans les Indes orientales néerlandaises en prévision de futures attaques japonaises. Le navire arrive après le début des hostilités et ne prend pas part à la bataille de la mer de Java. En septembre 1942, il prend part aux opérations Stream et Jane destinées à reprendre Madagascar. Le 25 octobre, Le Heemskerck arrive à Fremantle, en Australie-Occidentale, où il est de nouveau affecté à la protection de convois.
Le 28 novembre 1942, conjointement avec le HMAS Adelaide, il identifie et endommage le navire de ravitaillement allemand Ramses qui est ensuite sabordé par son propre équipage dans l’océan Indien.
En décembre 1943, il retourne dans le théâtre des opérations européen et effectue des missions de convoyage  en Méditerranée jusqu’en juin 1944, date à laquelle il est envoyé en Angleterre pour des travaux de maintenance.
Le 26 juillet 1945, le HNLMS Jacob van Heemskerck arrive à Amsterdam. C’est le premier navire de guerre néerlandais à y revenir après la libération des Pays-Bas le 5 mai.
À partir de mars 1951, il sert de casernement pour des troupes situées à Flessingue.
Le croiseur est retiré du service le 20 novembre 1969 et rayé des registres de la marine le 27 février 1970. Le 23 juin 1970, il est vendu pour être envoyé à la ferraille.